# Ларрі Скотт
Ларрі Ско́тт (англ. Larry Scott; 12 жовтня 1938, Блекфут —  8 березня 2014, Айдахо) — американський культурист, перший володар титула «Містер Олімпія» (1965, 1966). Після завершення спортивної кар'єри проживав у штаті Юта.

## Біографія

### Ранні роки
Народився в містечку Блекфут, Адміністративний поділ США штат Айдахо. У дитинстві Ларрі мав тендітну будову тіла.
У віці 16 років він випадково прочитав журнал про бодібілдінг. Коли Скотт тільки починав займатися бодібілдингом, обсяг рук становив всього 28 см. Юнак приступив до активних тренувань і за короткий час істотно розвинув свою мускулатуру.

### Кар'єра культуриста

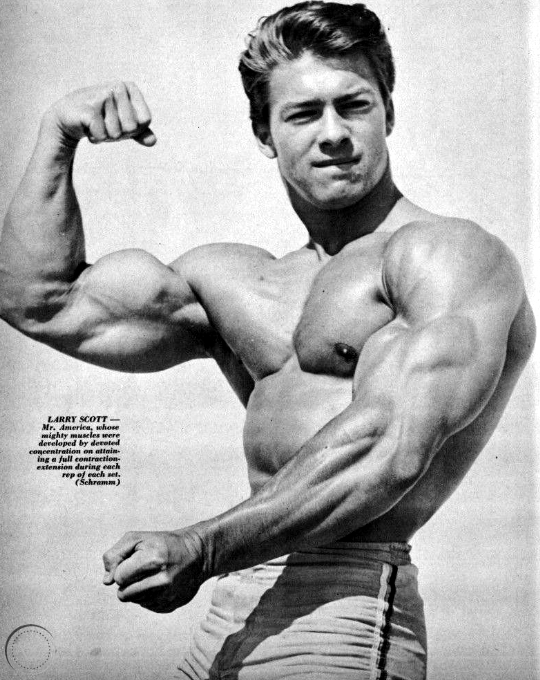
Ларрі Скотт в січні 1963 року

Незабаром після вступу до коледжу юний спортсмен посідає 3-е місце на конкурсі «Містер Лос-Анджелес». Потім він посідає перше місце на конкурсі «Містер Каліфорнія».
Ставши професійним культуристом, він кілька років подорожував по всій США, беручи участь у численних змаганнях. Найбільш хвилюючою він вважає першу перемогу в конкурсі «Містер Олімпія» у 1965 році. У 1966 він повторив свій успіх, знову вигравши цей конкурс.
В історію бодібілдингу Ларрі Скотт увійшов не тільки як перший містер Олімпія, але і як перший атлет в історії, що накачав біцепс до об'єму в 53 см. Крім цього, дві вправи, що виконуються в тренажерних залах, досі носять його ім'я . Перше – згинання на лаві Скотта для біцепса і жим Скотта з гантелями для плечового пояса. Ларрі Скотт помер 8 березня 2014 року від ускладнень, викликаних Хворобою Альцгеймера в Солт-Лейк-Сіті, штат Юта. Йому було 75 років.

## Бізнес
Ларрі Скотт був власником компанії, що спеціалізується на випуску інвентарю та аксесуарів для фітнесу.